# Maria Kraftman
Maria Kristina Kraftman, född den 22 april 1812 i Uleåborg, död den 28 september 1884 i Åbo, var en finlandssvensk entreprenör och författare.

## Biografi
Kraftman yrkesverksamhet började som restauratris på en ångbåt i födelsestaden Uleåborg under somrarna på 1840-talet. Hon flyttade senare till Åbo där hon på 1850-talet grundade stadens första taxirörelse och även ägnade sig åt export av smör och spannmål. En 1867 av Kraftman etablerad tygaffär expanderade så småningom till konfektionsföretaget Kestilän Pukimo Oy.

### Författarskapet
Hon är emellertid mest känd för att 1848 anonymt ha låtit utge en av de första romanerna i Finland: Så slutades min lek. Bokens förord utgör samtidigt ett feministiskt budskap: 
"Det kan visserligen synas förmätet, synnerligen i vårt land, att ett fruntimmer vågar sig ut på den slippriga författarebanan. Men i förlitande på tidsandan, som förfäktar äfven vårt köns rättighet att deltaga uti andra angelägenheter, än de endast rent materiella, samt i förtröstan på det öfverseende af kritiken, som en nybegynnare torde hafva någon rätt att påräkna, har jag vågat detta försök, hvilket jag innesluter i mina värde landsmäns och landsmäninnors gunstbenägna välvilja."